# Sunčana Lažnjak
Sunčana Lažnjak (* 20. April 1973) ist eine ehemalige kroatische Fußballspielerin.
Lažnjak debütierte im ersten Länderspiel Kroatien gegen Slowenien. Dieses Spiel ging mit 2:3 verloren. Es folgten 5 weitere Berufungen. Stationen auf Vereinsebene sind bisher nicht bekannt.